# NWA New Zealand Heavyweight Championship
Il NWA New Zealand Heavyweight Championship, nato come un generico New Zealand Heavyweight Championship, è stato un titolo di wrestling promosso nella zona della Nuova Zelanda, per lungo tempo presso la NWA New Zealand, affiliata alla National Wrestling Alliance.
Il titolo fu attivo dal 1919 al 1999, quando smise di essere promosso ed è considerato vacante.

## Albo d'oro
| Legenda  |                                                                               |
| -------- | ----------------------------------------------------------------------------- |
| #        | Indica il numero del regno titolato                                           |
| Regno    | Viene indicato il numero del regno del campione                               |
| Data     | La data in cui il titolo è stato vinto                                        |
| Località | Indica il luogo in cui il titolo è stato vinto                                |
| Note     | Indica notizie particolari riguardanti i cambi di titolo o altre informazioni |

| #                          | Campione        | Regno | Data             | Giorni | Località                    | Evento     | Note                                                                                 | Fonti |
| -------------------------- | --------------- | ----- | ---------------- | ------ | --------------------------- | ---------- | ------------------------------------------------------------------------------------ | ----- |
| 1                          | Gisborne Katene | 1     | 1919             | --     | --                          | --         | Katene è riportato come vincitore di un incontro per il titolo contro Frank Findlay. |       |
| —                          | Vacante         | —     | --               | —      | —                           | —          | Il titolo fu reso vacante per motivi non noti.                                       |       |
| 2                          | Ike Robin       | 1     | 17 marzo 1925    | --     | Auckland, Nuova Zelanda     | House show | Alcune fonti definiscono Robin come campione inaugurale.                             | [ 2 ] |
| —                          | Vacante         | —     | 1926             | —      | —                           | —          | Il titolo fu reso vacante in seguito al ritiro di Robin.                             |       |
| 3                          | Tom Alley       | 1     | 1929             | --     | --                          | --         |                                                                                      | [ 3 ] |
| 4                          | Stanley Pinto   | 1     | 1930             | --     | --                          | --         |                                                                                      | [ 3 ] |
| Storia del titolo non nota |                 |       |                  |        |                             |            |                                                                                      |       |
| 5                          | George Walker   | 1     | 1931             | --     | --                          | --         |                                                                                      |       |
| —                          | Vacante         | —     | 23 novembre 1937 | —      | —                           | —          | Il titolo fu reso vacante in seguito al ritiro di Walker.                            |       |
| 6                          | Dean Detton     | 1     | 23 agosto 1938   | --     | Auckland, Nuova Zelanda     | House show | In uno spareggio per riassegnare il titolo contro Lofty Blomfield.                   |       |
| —                          | Vacante         | —     | 1938             | —      | —                           | —          | Il titolo fu reso vacante per motivi non noti.                                       |       |
| 7                          | Lofty Blomfield | 1     | 10 settemre 1938 | 3923   | Auckland, Nuova Zelanda     | House show | In uno spareggio per riassegnare il titolo vacante contro Pat Fraley.                |       |
| —                          | Vacante         | —     | 7 giugno 1949    | —      | —                           | —          | Il titolo fu reso vacante in seguito al ritiro di Blomfield.                         |       |
| 8                          | Ken Kenneth     | 1     | 22 giugno 1949   | --     | --                          | --         | Il titolo fu assegnato d'ufficio a Kenneth.                                          |       |
| —                          | Vacante         | —     | giugno 1958      | —      | —                           | —          | Il titolo fu reso vacante per mancata difesa.                                        |       |
| 9                          | Dick Hrstich    | 1     | 11 giugno 1958   | --     | Christchurch, Nuova Zelanda | --         | In uno spareggio per riassegnare il titolo vacante contro Fred Wright.               |       |
| —                          | Vacante         | —     | ottobre 1959     | —      | —                           | —          | Il titolo fu reso vacante quando Hstich lasciò il territorio.                        |       |
| 10                         | Keita Meretana  | 1     | 3 settembre 1959 | --     | Tauranga, Nuova Zelanda     | House show | In uno spareggio per riassegnare il titolo vacante contro Lofty Binnie.              |       |
| 11                         | Ken Kenneth     | 2     | giugno 1960      | --     | Auckland, Nuova Zelanda     | House show |                                                                                      |       |
| —                          | Vacante         | —     | ottobre 1960     | —      | —                           | —          | Il titolo fu reso vacante quando Kenneth lasciò il territorio.                       |       |
| 12                         | Al Hobman       | 1     | 26 ottobre 1960  | --     | Wellington, Nuova Zelanda   | --         | In uno spareggio per riassegnare il titolo vacante contro John DaSilva.              |       |
| 13                         | Steve Rickard   | 1     | 1963             | --     | --                          | --         |                                                                                      |       |
| 14                         | Peter Maivia    | 1     | 3 agosto 1964    | 3      | Auckland, Nuova Zelanda     | House show |                                                                                      |       |
| 15                         | Steve Rickard   | 2     | 6 agosto 1964    | --     | Wellington, Nuova Zelanda   | House show |                                                                                      |       |
| 16                         | Al Hobman       | 2     | 1964             | --     | --                          | --         |                                                                                      |       |
| 17                         | Jonh DaSilva    | 1     | 7 settembre 1967 | --     | Wellington, Nuova Zelanda   | House show |                                                                                      |       |
| —                          | Vacante         | —     | 1978             | —      | —                           | —          | Il titolo fu reso vacante quando DaSilva lasciò il territorio.                       |       |
| 18                         | Siva Afi        | 1     | 23 aprile 1978   | --     | --                          | --         | In un torneo per riassegnare il titolo vacante, in finale contro DaSilva.            |       |
| 19                         | Steve Rickard   | 3     | 1983             | --     | --                          | --         |                                                                                      |       |
| —                          | Vacante         | —     | 1983             | —      | —                           | —          | Il titolo fu reso vacante per motivi non noti.                                       |       |
| 20                         | Rip Morgan      | 1     | 8 settembre 1983 | --     | Auckland, Nuova Zelanda     | House show | In un torneo per riassegnare il titolo vacante, in finale contro Samoan Joe.         |       |
| Storia del titolo non nota |                 |       |                  |        |                             |            |                                                                                      |       |
| 21                         | Bruno Bekkar    | 1     | settembre 1985   | --     | --                          | --         | In un torneo per riassegnare il titolo vacante.                                      |       |
| 22                         | Johnny Garcia   | 1     | 1986             | --     | --                          | --         |                                                                                      |       |
| 23                         | Bruno Bekkar    | 2     | 12 dicembre 1987 | 350    | Auckland, Nuova Zelanda     | House show |                                                                                      |       |
| 24                         | Johnny Garcia   | 2     | 26 novembre 1988 | --     | --                          | House show |                                                                                      |       |
| 25                         | Bruno Bekkar    | 3     | 1990             | --     | --                          | --         |                                                                                      |       |
| 26                         | AJ Freeley      | 1     | 22 novembre 1992 | --     | --                          | --         |                                                                                      |       |
| —                          | Disattivato     | —     | 1999             | —      | —                           | —          | Il titolo smise di essere promosso ed è considerato disattivato.                     |       |